# Desert Sessions
Desert Sessions ist ein gemeinschaftliches Musikprojekt, welches von Josh Homme und Brant Bjork gegründet wurde.

## Geschichte
Nachdem sich Kyuss 1996 aufgelöst hatten, gründete Josh Homme zusammen mit Brant Bjork 1997 das „Desert Sessions“-Projekt. Homme übernahm später die alleinige Organisation und Führung der Sessions, da sich Bjork seiner Solo-Karriere widmete. Hierbei wurden immer einige Musiker verschiedener Bands, vornehmlich aus der Palm Desert Scene, eingeladen, um ein paar Tage zusammen Musik zu machen. Da es keine festen Strukturen gab und viel improvisiert wurde, organisatorisch wie musikalisch, konnte man die Desert Sessions auch als ein Jam-Projekt bezeichnen. Austragungsort des Projekts war das Rancho De La Luna Studio im kalifornischen Joshua Tree. 2003 erschien der zehnte Teil der Desert-Sessions-Serie, 2019 wurde der elfte und zwölfte Teil veröffentlicht. Die ersten sechs sind auf einzelnen Schallplatten (10″) erschienen, die Teile 7 & 8 und 9 & 10 auf einer Doppel-Schallplatte.
Die meisten Musiker, die von Homme eingeladen wurden, ließen sich der Palm Desert-Szene zuordnen. Unter ihnen waren Brant Bjork, Dave Catching, Nick Oliveri, Mark Lanegan, John McBain, Josh Freese, Chris Goss, Alain Johannes, Dean Ween. Während die ersten Desert Sessions noch fast ausschließlich instrumental waren und sich am klassischen Stonerrock orientierten, tauchten in den Teilen 9&10 mit PJ Harvey oder Twiggy Ramirez auch Musiker auf, die nicht zum Umfeld der Palm Desert Scene gehörten.
Aus den Desert Sessions entstand später Josh Hommes Band Queens of the Stone Age.

## Besetzung
| Mitglieder        | Verwandte Bands                                                                                               | 1 & 2 | 3 & 4 | 5 & 6 | 7 & 8 | 9 & 10 |
| ----------------- | --- | ----- | ----- | ----- | ----- | ------ |
| Josh Homme        | Queens of the Stone Age, Kyuss, Eagles of Death Metal, Screaming Trees, Them Crooked Vultures                 | X     | X     | X     | X     | X      |
| Alfredo Hernández | Kyuss, Queens of the Stone Age, Orquesta del Desierto, Yawning Man                                            | X     | X     |       |       |        |
| Dave Catching     | Queens of the Stone Age, earthlings?, Mondo Generator, Eagles of Death Metal, Yellow #5, Goon Moon, Peaches   | X     | X     | X     |       | X      |
| Fred Drake        | earthlings?, Ministry of Fools                                                                                | X     | X     | X     | X     |        |
| Brant Bjork       | Kyuss, Fu Manchu , Brant Bjork & The Bros, Mondo Generator, Yellow #5                                         | X     |       | X     |       |        |
| Ben Shepherd      | Soundgarden, Hater, Wellwater Conspiracy                                                                      | X     | X     |       |       |        |
| Pete Stahl        | Scream , Wool, Goatsnake, earthlings?, Orquesta del Desierto, Foo Fighters                                    | X     | X     |       |       |        |
| John McBain       | Monster Magnet, Hater, Wellwater Conspiracy                                                                   | X     | X     |       |       |        |
| Jesse Hughes      | Eagles of Death Metal                                                                                         |       | X     |       |       |        |
| Craig Armstrong   | |       | X     |       |       |        |
| Nick Oliveri      | Kyuss, Queens of the Stone Age, The Dwarves, Mondo Generator, Masters of Reality                              |       | X     | X     | X     |        |
| Mario Lalli       | Fatso Jetson, Yawning Man                                                                                     |       | X     | X     |       |        |
| Larry Lalli       | Fatso Jetson                                                                                                  |       | X     |       |       |        |
| T. Fresh          | |       | X     |       |       |        |
| Blag Dahlia       | The Dwarves                                                                                                   |       |       | X     |       |        |
| Gene Trautmann    | Queens of the Stone Age, Eagles of Death Metal                                                                |       |       | X     |       |        |
| Adam Maples       | earthlings?                                                                                                   |       |       | X     |       |        |
| Teddy Quinn       | Dig Your Own Cactus, Ministry of Fools                                                                        |       |       | X     |       |        |
| Tony Mason        | Dig Your Own Cactus                                                                                           |       |       | X     |       |        |
| Barrett Martin    | Screaming Trees, Mad Season, Queens of the Stone Age                                                          |       |       | X     |       |        |
| Alain Johannes    | Eleven, Queens of the Stone Age                                                                               |       |       |       | X     | X      |
| Natasha Shneider  | Eleven, Queens of the Stone Age                                                                               |       |       |       | X     |        |
| Mark Lanegan      | Screaming Trees, Mad Season, Queens of the Stone Age, The Twilight Singers, The Gutter Twins, Isobel Campbell |       |       |       | X     |        |
| Brendon McNichol  | Rattlebone, Masters of Reality, Queens of the Stone Age                                                       |       |       |       | X     |        |
| Samantha Maloney  | Hole, Mötley Crüe, Eagles of Death Metal, Peaches                                                             |       |       |       | X     |        |
| Nick Eldorado     | Like Hell |       |       |       | X     |        |
| Chris Goss        | Masters of Reality, Goon Moon                                                                                 |       |       |       | X     | X      |
| Dean Ween         | Ween, Moistboyz                                                                                               |       |       |       |       | X      |
| Josh Freese       | The Vandals, Devo, A Perfect Circle, Nine Inch Nails                                                          |       |       |       |       | X      |
| Jeordie White     | Nine Inch Nails, Goon Moon, A Perfect Circle, Marilyn Manson                                                  |       |       |       |       | X      |
| Joey Castillo     | Zilch, Wasted Youth, Danzig, Goatsnake, Sugartooth, Queens of the Stone Age                                   |       |       |       |       | X      |
| Brian O’Connor    | Eagles of Death Metal                                                                                         |       |       |       |       | X      |
| Troy Van Leeuwen  | Failure, A Perfect Circle, Enemy, Queens of the Stone Age                                                     |       |       |       |       | X      |
| PJ Harvey         | |       |       |       |       | X      |

## Diskographie
Vinylschallplatten (10"):
- Volume 1: Instrumental Driving Music for Felons (1997, Man’s Ruin – MR-081)
- Volume 2: Status: Ships Commander Butchered (1997, Man’s Ruin – MR-082)
- Volume 3: Set Coordinates for the White Dwarf!!! (1998, Man’s Ruin – MR-111)
- Volume 4: Hard Walls and Little Trips (1998, Man’s Ruin – MR-112)
- Volume 5: Poetry for the Masses (Sea Shed Shit Head By The She Sore) (1999, Man’s Ruin – MR-121)
- Volume 6: Poetry for the Masses (Black Anvil Ego) (1999, Man’s Ruin – MR-122)
- Volume 7: Gypsy Marches & Volume 8: Can You See Under My Thumb?...There You Are. (2001, Southern Lord/Rekords Rekords)
- Volume 9: I See You Hearin’ Me & Volume 10: I Heart Disco (2003, Ipecac/Rekords Rekords)
- Volume 11: Arrivederci Despair & Volume 12: Tightwads & Nitwits & Critics & Heels (2019)

Compact-Disc-Zusammenstellungen:
- Volumes 1 & 2 (1998, Man’s Ruin – MR-093)
- Volumes 3 & 4 (1998, Man’s Ruin – MR-113)
- Volumes 5 & 6 (1999, Man’s Ruin – MR-123)
- Volumes 7 & 8 (2001, Southern Lord/Rekords Rekords)
- Volumes 9 & 10 (2003, Ipecac/Rekords Rekords)
- Volumes 11 & 12 (2019)

Songs, die später auf Queens-of-the-Stone-Age-Alben erschienen:
- Avon (Queens of the Stone Age)
- Monster in the Parasol als Monsters in the Parasol (Rated R)
- You Think I Ain’t Worth a Dollar, But I Feel Like a Millionaire (Songs for the Deaf)
- Hanging Tree als Hangin’ Tree (Songs for the Deaf)
- In My Head... Or Something als In My Head (Lullabies to Paralyze)
- Like a Drug (Lullabies to Paralyze)
- I Wanna Make It wit Chu als Make It wit Chu (Era Vulgaris)

## Videos
- 2004 Crawl Home (Regie: Hal Hartley)